# Billete de cinco bolívares de 1966
El 10 de mayo de 1966, el Banco Central de Venezuela ordenó la emisión de un billete de con valor de 5 bolívares el cual debería tener motivos alegóricos a la fundación de Caracas, capital de la República de Venezuela, que en julio de 1967 estaría cumpliendo cuatrocientos años de fundada. Dicho billete debería estar en la calle para esa fecha.
Ese billete de 5 bolívares fue el primero con ese valor emitido por el Banco Central y el único con ese diseño, ya que los posteriores billetes de 5 bolívares emitidos en 1968, 1969, 1970, 1971, 1972, 1973, 1974 y 1989 tienen otro diseño. Este billete, debido a su carácter conmemorativo se le conoce popularmente como Dieguito.

## Característica del billete
- Anverso: En el centro, representación de la Fundación de Caracas por Diego Losada. A la derecha, retrato de Simón Bolívar.[1]

- Reverso: En el centro, mapa de Caracas en 1578 realizada por Diego de Henares. A la izquierda, Escudo de Caracas. A la derecha, Escudo Nacional.

- Nombres populares: "Dieguito", en referencia al capitán Diego de Losada quien fundó Caracas el 25 de julio de 1567.

- Motivo conmemorativo: Cuatricentenario de la fundación de Caracas.

- Diseñador o Grabador: Representación de Losada en el anverso por Felipe Sánchez, retrato de Simón Bolívar por Alfred Sealey.

- Fabricante: American Bank Note Company (ABNC).

- Firmas: Alfredo Machado Gómez y Carlos Rafael Silva, Presidente y Vicepresidente del Banco Central de Venezuela, respectivamente.

- Emisiones: se realizó una sola emisión fechada 10 de mayo de 1966, repartida en 5 series:
  - Serie A8: se desconoce número de ejemplares, prefijo de espécimen sin fecha y sin firmas de color rojo y perforado.
  - Serie A7: 6.000.000 de ejemplares, prefijo A + 7 dígitos.
  - Serie B7: 6.000.000 de ejemplares, prefijo B + 7 dígitos.
  - Serie C7: 6.000.000 de ejemplares, prefijo C + 7 dígitos.
  - Serie D7: 1.998.000 de ejemplares, prefijo D + 7 dígitos.